# Tasziló Almássy
Tasziló Graf von Almássy, auch Almásy (* 7. April 1847 in Zsadány, Königreich Ungarn, Kaisertum Österreich; † 2. Juli 1915 in Hallstatt, Oberösterreich), war ein ungarischer Graf, Magnat und Maler.

## Leben
Tasziló war als zweitgeborener Sohn des Grafen Ernő Almásy von Zsadány und Törökszentmiklós (1818–1849) und dessen Ehefrau Mathilde Ebenberger (1826–1906) ein Spross des bedeutenden ungarischen Adelsgeschlechts Almásy, das sich durch kaiserliche Gefolgschaft auszeichnete und in Funktionen des Dienstadels durchweg an die militärische und politische Herrschaft der Habsburgermonarchie gebunden war. Als er gerade zwei Jahre alt geworden war, starb sein Vater, ein Offizier der ungarischen Kavallerie, an der Cholera. 1858 heiratete seine verwitwete Mutter den österreichisch-ungarischen Regimentskommandeur Friedrich Ahsbas von der Lanze.
Über Taszilós Jugend, die er zum Teil in Pressburg  verlebte, ist wenig bekannt. Jedoch soll er bereits früh ein begeisterter Zeichner gewesen sein. Wie sein Freund Mihály von Munkácsy ging er Ende der 1860er Jahre zum Studium der Malerei nach Düsseldorf. Seine Studien setzte er in Wien und Paris fort. Er bereiste Europa und Teile des Orients.
Bald nachdem am 22. Februar 1869 sein 1845 geborener Bruder Kristóf auf einer Orientreise in Edfu, Ägypten, an einer Schusswunde in der Brust in einem Boot gestorben war, ein Fall, der nach dem Ergebnis einer Untersuchungskommission als Suizid unter dem Einfluss einer schmerz- und fieberhaften Erkrankung ad acta gelegt wurde, musste Tasziló seine künstlerische Ausbildung abbrechen, um im Herrenhaus von Zsadány den väterlichen Familienbesitz zu führen. Dort lebte er mit seiner Gemahlin Anna, einer geborenen Freiin Fiáth von Eörményes und Karánsebes (1852–1937). Das Paar, das am 7. April 1874 geheiratet hatte, bekam innerhalb von fünf Jahren drei Töchter, darunter die Tochter Hildegard (1879–1933), die von 1899 bis 1922 mit Friedrich August von Hanau verheiratet war.
Ab den 1880er Jahren lebte er mehr und mehr in Budapest, wo er von 1892 bis 1908 Mitglied des Magnatenhauses war. Dort war seine Rolle passiv. Er nahm kaum an Sitzungen teil, Redebeiträge von ihm sind nicht bekannt. Überliefert ist, dass er republikanische Ideen ablehnte. Als paternalistisch gesinnter Grundherr kümmerte er sich ab Mitte der 1880er Jahre um die Verbesserung der Volksbildung in dem Dorf seiner Ländereien. Er half beim Bau eines Kindergartens und einer Mädchenschule sowie bei der Errichtung eines Rathauses. Da er als Herr in seinem Dorf offenbar dazu neigte, Ohrfeigen zu verteilen und Beleidigungen auszusprechen, war er in etliche Streitigkeiten verwickelt, die dazu führten, dass der Immunitätsausschuss des Magnatenhauses sich bis 1899 fünfmal mit Anträgen zu befassen hatte, seine Immunität aufzuheben. Zwei dieser Anträge wurden abgewiesen. 
Weiterhin widmete er sich als Liebhaber der Malerei. Eine Ausstellung von 21 Gemälden seines Œuvre fand 1905 in der Münchner Galerie Heinemann statt. Zwei Landschaftsbilder, der er 1906 der Ungarischen Nationalgalerie gespendet hatte, befinden sich noch heute in ihrer Sammlung. Von seinem Malerfreund Munkácsy hatte er viele Werke in seinem Besitz, darunter ein Porträt seines Bruders Kristóf und vier Skizzen zu Munkácsys Hauptwerk Der letzte Tag eines Verurteilten.
Um 1909 gab er die Grundherrschaft Zsadány und somit auch den erblichen Sitz im Magnatenhaus an Dionysius (Dénes) Almásy (1863–1940), einen entfernten Verwandten, ab und verabschiedete sich von seinem Dorf, das ihm kurz zuvor in Würdigung seiner Verdienste die Ehrenbürgerschaft verliehen hatte. Tasziló Almássy starb im Alter von 68 Jahren unerwartet in Hallstatt, dem Wohnort seiner Tochter Anna (1875–1967), und wurde auf dem Friedhof von Obertraun bestattet.